# Lakamora-Regenbogenfisch
Der Lakamora-Regenbogenfisch (Melanotaenia lakamora) aus der Familie der Regenbogenfische wurde 1995 auf einer Sammelreise von Heiko Bleher entdeckt und für die Aquaristik nach Europa gebracht. Die relativ kleinbleibende Art ist in zwei kleinen Seen im südlichen Westneuguinea endemisch.

## Merkmale
Der Lakamora-Regenbogenfisch hat eine malvefarbene Grundfärbung, mit silberweißer Brust. Vier Schuppenreihen in der Mitte des Körpers sind durch orangefarbene Streifen getrennt. Die Art weist einen breiten, dunklen horizontalen Mittelstreifen auf, der in der Körpermitte unterbrochen ist. Die hellen Schuppen der unteren Körperhälfte weisen eine dunkle Umrandung auf. Rücken- und Afterflosse sind rötlich gefärbt, die Schwanz- und Bauchflossen leicht orange und die Brustflossen überwiegend transparent. Weibchen weisen eine mehr bronzefarbene Grundfärbung auf und sind im Vergleich zu Männchen etwas schwächer ausgefärbt. Die Flossen sind im Vergleich zu den Männchen weitgehend farblos und die erste Rückenflosse ist kürzer. Die Größe ausgewachsener Exemplare beträgt etwa sieben Zentimeter Länge; alte Männchen können sehr hochrückig werden. Während der Balz verstärken sich insbesondere rote und dunkle Farbtöne der Männchen. Auf der Stirn zeigen sie dann einen schneeweißen Streifen, den sie innerhalb von Sekunden ein- und ausschalten können.
Melanotaenia lakamora ist eng verwandt mit den ebenfalls im Gebiet der Triton-Seen vorkommenden Arten Melanotaenia kamaka und Melanotaenia pierucciae.

## Vorkommen und Habitat
Der Lakamora-Regenbogenfisch kommt nur in den zwei wenige Quadratkilometer großen Seen Lakamora und Aiwaso  fünfzig Kilometer östlich der Hafenstadt Kaimana in der Nähe der Tritonbucht im südlichen West-Papua vor. Die beiden Seen liegen wenige hundert Meter voneinander entfernt und werden von einem hundert Meter hohen Bergrücken getrennt.
Der Seeboden besteht aus kalkhaltigem Gestein und die Seen sind von bewaldeten Hügeln umgeben. Die Regenbogenfische hielten sich überwiegend im Flachwasser in Ufernähe auf. Die Sichtweite im alkalischen Wasser mit einem pH-Wert von 8 betrug etwa drei bis fünf Meter.